# Idaea belemiata
Idaea belemiata is een vlinder uit de familie spanners (Geometridae). De wetenschappelijke naam is voor het eerst geldig gepubliceerd in 1868 door Millière.
De soort komt voor in Europa.